# Бастија Мондови
Бастија Мондови (итал. Bastia Mondovì) је насеље у Италији у округу Кунео, региону Пијемонт.
Према процени из 2011. у насељу је живело 316 становника. Насеље се налази на надморској висини од 297 м.

## Становништво
| 1931. | 1936. | 1951. | 1961. | 1971. | 1981. | 1991. | 2001. | 2011. |
| ----- | ----- | ----- | ----- | ----- | ----- | ----- | ----- | ----- |
| 1.212 | 1.132 | 1.021 | 801   | 677   | 623   | 604   | 624   | 646   |